# Micromus angulatus
Micromus angulatus is een insect uit de familie van de bruine gaasvliegen (Hemerobiidae), die tot de orde netvleugeligen (Neuroptera) behoort. 
Micromus angulatus is voor het eerst wetenschappelijk beschreven door Stephens in 1836.